# PINKY (잡지)
PINKY(ピンキー, 핑키)는 슈에이샤 출간하고 있던 10대 후반 ~ 20대 여성 취향 패션 잡지. 2004년 창간, 2009년 12월 21일 발매의 2010년 2월호 가지고 휴간.
발매일은 매월 23일(공휴 일인 경우는 21 ~ 22일), 주서 잡지의 하나가되기도 했다.

## 모델

### 2010년 휴간 이전 레귤러 모델 (스즈키 에미 제외)
- 아이미
- 이즈미 세라
- 기노시타 코코
- 기노시타 유키나
- 쿠로키 나쯔미
- 사사키 노조미
- 사토 시오리
- Shihomi
- 타카하시 유
- 나나오
- 니시다 미호
- 요시다 나쯔미
- Riena

### 과거의 전속 모델
- 아오키 아키
- 이노우에 나미
- 오가타 사야카
- 오노 하루코
- 켈리
- 고이즈미 에미코
- 고토 마이
- 사토 사치코
- 세키 메구미
- 도쿠다 이즈미
- 나카호도 히토미
- 나카마 리사
- 히다카 카오루
- 야마오카 유미
- 에가시라 유이